# Самарин, Вячеслав Фёдорович
Вячеслав Фёдорович Самарин (30 июня 1938 года, Москва, РСФСР, СССР — 2 ноября 2023 года, Смоленск, Россия) — советский и российский художник, народный художник Российской Федерации (2002).

## Биография
Родился 30 июня 1938 года в городе Москве.
В 1962 году — окончил художественно-графический факультет Московского государственного педагогического института. По распределению был направлен в Смоленск, где в с 1962 по 1966 годы преподавал на художественно-графическом факультете Смоленского педагогического института, а в дальнейшем полностью посвятил себя творчеству.
В 1971 году — принят в члены Союза художников СССР.
С начала 1960-х годов активно участвовал в выставочной деятельности, экспонировал свои произведения на региональных, зональных, всероссийских, всесоюзных и международных выставках, провёл несколько персональных выставок. Работы В. Ф. Самарина хранятся в музеях Смоленска, Тамбова, Норильска, в других городах России и за рубежом.
Делегат IV, V, VI съездов Союза художников РСФСР, VI съезда Союза художников СССР.
Умер 2 ноября 2023 года, похоронен на Одинцовском кладбище Смоленска.

## Награды
- Орден Дружбы (13 июня 2019) — за большой вклад в развитие отечественной культуры и искусства, многолетнюю плодотворную деятельность[1]
- Народный художник Российской Федерации (2002)
- Заслуженный художник РСФСР (1988)
- Почётный знак «За заслуги перед Смоленщиной» (29 февраля 2024) — за высокие достижения в изобразительном искусстве, большой вклад в духовно-нравственное и патриотическое воспитание граждан в Смоленской области
- Медаль «Патриот Смоленщины» (2023)
- Золотая медаль Союза художников России имени В. Сурикова
- Золотая медаль Союза художников России имени А. Иванова
- Почётная грамота администрации Смоленской области
- Нагрудный знак «Отличник погранслужбы» III степени (20 мая 2010)